# Jos Zoetmulder
Jos Zoetmulder (29 februari 1952) is een voormalig Nederlandse voetballer. Hij stond in het Nederlandse betaalde voetbal onder contract bij SVV.   

## Loopbaan
Jos Zoetmulder voetbalde gedurende zijn hele profcarrière bij het Schiedamse SVV. Hij speelde vanaf 1971 in 204 wedstrijden, waarin hij elf doelpunten scoorde. Zoetmulder beëindigde zijn voetbalcarrière in 1981.